# Pasiuni (film)
Pasiuni este un film românesc din 1966 regizat de Jean Petrovici.